# Religulous
Religulous (думата е образувана от смесването на английски: religious – религиозен и на английски: ridiculous – нелеп, смехотворен) е документален филм за религията. Сценарист и водещ е Бил Мар.
Той посещава различни градове по света и разговаря с представители на различни религии, учени, духовници, сенатори и други. В общи линии филмът парадира и се присмива над организираната религия, в частност християнството, исляма, юдаизма, сциентологията, мормоните и други. В края на филма Бил Мар призовава за скромно съмнение.